# Velemlok americký
Velemlok americký (Cryptobranchus alleganiensis) je velemlok žijící v Severní Americe. Žije pod kameny a v potocích, kde hledá raky, měkkýše a malé ryby. Je dlouhý až 74 centimetrů.